# Istoria Danemarcei
Istoria Danemarcei ca regat unificat începe în secolul al VIII-lea. Cele mai vechi descoperiri arheologice din Danemarca datează din 130.000-110.000 î.Hr., în perioada interglaciară Eem. Oamenii au locuit pe teritoriul de azi al Danemarcei din aproximativ 12.500 î.Hr., și există dovezi legate de practicarea agriculturii începând cu 3.900 î.Hr. Epoca de bronz a Nordului (1.800-600 î.Hr.) a fost marcată de movile funerare, care prezintă printre altele motivul carului solar. 

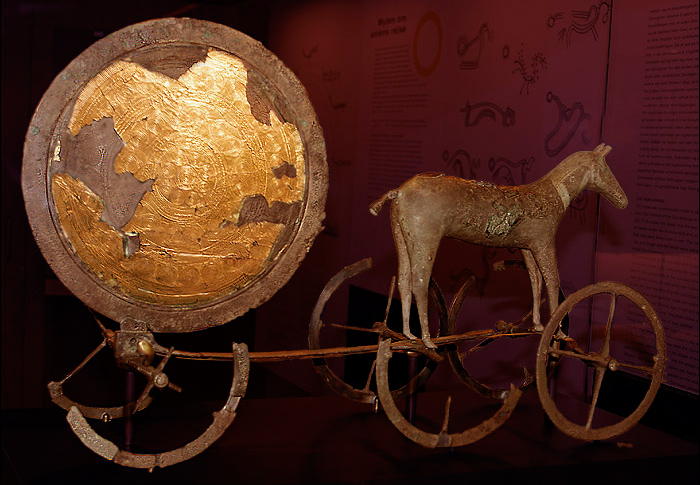
Carul solar de la Trundholm

Pe timpul epocii fierului pre-romane (500 î.Hr. - 1 d.Hr.), populațiile native au început migrația spre sud, deși  primii danezi au ajuns în Danemarca de astăzi în perioada dintre epoca pre-romană și epoca germanică a fierului, adică în epoca romană a fierului (1-400 d.Hr.). Provinciile romane au menținut rute comerciale și relații cu triburile native ale Danemarcei, monede romane găsindu-se pe teritoriul actual al țării. Există dovezi ale unei puternici influențe culturale celtice, printre care descoperirea cazanului de la Gundestrup.  

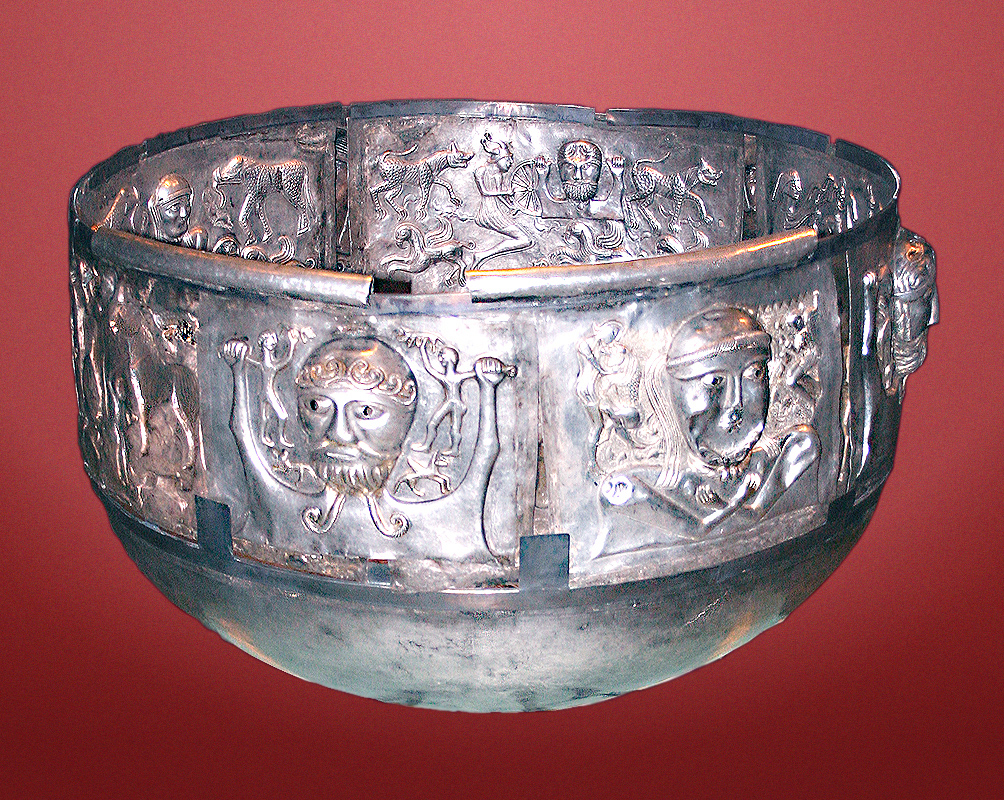
Cazanul de la Gundestrup

Istoricii consideră că, înainte de sosirea precursorilor danezilor, care au venit din insulele daneze de est (Zealand) și din Skåne, ei vorbind o formă veche a unei limbi nord germanice, mare parte din Iutlanda și unele insule au fost colonizate de iuți. Acești iuți au fost mai târziu invitați în Britania de către regele Vortigern, ca să activeze ca mercenari, și li se-au oferit teritoriile sud-estice ale insulei, printre care Kent și Isle of Wight. Iuții au fost asimilați mai târziu de invadatorii angli și saxoni, strămoșii englezilor de astăzi. Populația rămasă în Iutlanda a fost asimilată de danezi, ea fiind slăbită de emigrații.  
Originile exacte ale națiunii daneze s-au pierdut în negura timpurilor. Cu toate acestea, o scurtă menționare a danilor în Originile și faptele goților, carte scrisă de istoricul Iordanes în 551 d.Hr., este considerată de mulți una din primele atestări ale danezilor, aceștia fiind unul din grupurile etnice din care originează poporul danez de astăzi. Structurile defensive danevirke au fost construite în mai multe etape, începând cu secolul III, și eforturile considerabile depuse fac istoricii să creadă că exista pe atunci un rege danez . Noul alfabet runic a fost folosit în aceeași perioadă, iar Ribe, cel mai vechi oraș din Danemarca, a fost fondat în cca. 700 d.Hr.  

## Epoca fierului
Între secolele VIII și XI, danezii erau cunoscuți ca vikingi, la fel ca norvegienii, suedezii, și goții. Exploratori vikingi au descoperit și colonizat Islanda în secolul al IX-lea, în timp ce călătoreau spre Insulele Feroe. După aceea au fost colonizate și Groenlanda și Vinland (probabil Newfoundland). Utilizându-și abilitatea în construirea de corăbii, au atacat și cucerit părți din Franța și din Insulele Britanice. De asemenea, ei au excelat în comerțul practicat de-a lungul coastelor și râurilor Europei, menținând rute comerciale din Groenlanda în nord pâna la Constantinopol în sud (via râuri din Rusia de azi). Vikingii danezi au fost activi în special în Insulele Britanice și în Europa de Vest, ei prădând, cucerind și colonizând unele părți ale Angliei, iar primele lor colonii includeau Danelaw, Irlanda și Normandia. 
La începutul secolului al VIII-lea, imperiul creștin al lui Carol cel Mare se extinsese până la frontiera de sud a danezilor, și sursele francilor ne oferă primele dovezi istorice legate de danezi. Acestea menționează un rege Godfred, care venise în Holsteinul de astăzi cu o flotă în anul 804, pentru a purta tratative diplomatice cu francii; în 808, același rege Godfred i-a atacat pe obotriți, și a cucerit orașul Reric, a cărui populație a fost mutată la Hedeby. În 809, Godfred și emisarii lui Carol cel Mare nu au reușit să negocieze pacea, iar, anul următor, Godfred i-a atacat pe frizoni cu 200 de nave. Cele mai vechi din lucrările de apărare din sistemul Danevirke, de lângă Hedeby, datează cel puțin din vara lui 755, și au fost amplificate considerabil în secolul X. Mărimea lor și numărul de soldați necesari sugerează un conducător destul de puternic în acea regiune, ceea ce e confirmat de sursele francilor. În 815, împăratul Ludovic cel Pios a atacat Iutlanda, aparent ca să îl sprijine pe un pretendent la tron, poate Harald Klak, dar a fost învins de fiii lui Godfred. În acea perioadă, sfântul Oscar a mers la Hedeby și a început creștinarea Scandinaviei. 

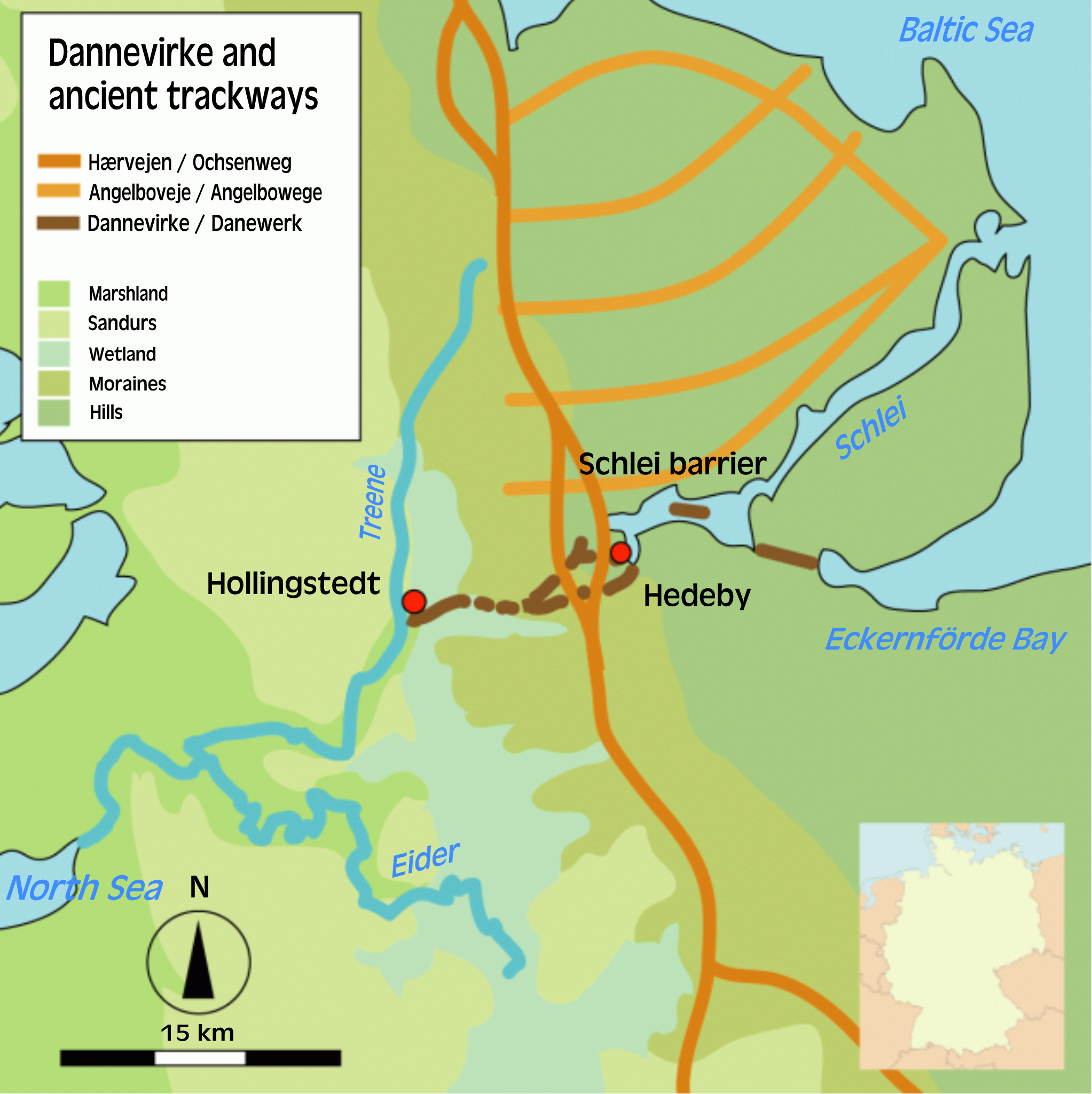
Hartă arătând Danevirke și Hærvejen

Danezii au fost unificați și creștinați în mod oficial în anul 965 d.Hr. de către Harald Blåtand, a cărui poveste este scrisă în pietrele de la Jelling. Nu se cunoaște întinderea exactă a regatului danez al lui Harald, deși se estimează că se întindea de la linia de apărare Danevirke, incluzând orașul viking Hedeby, până în Iutlanda, insulele daneze și sudul Suediei de astăzi; posibil că mai cuprindea Scania, Halland și Blekinge. Mai mult, pietrele de la Jelling atestă că Harald „câștigase” și Norvegia. Fiul lui Harald, Sweyn Forkbeard, a dus mai multe războaie de cucerire a Angliei, care au fost completate de fiul său, Knut cel Mare, spre mijlocul secolului al XI-lea. Domnia lui Knut cel Mare a reprezentat apogeul epocii vikingilor danezi. Imperiul nordic al lui Knut includea Danemarca (1018), Norvegia (1018), Anglia (1035), și avea o influență considerabilă asupra coastei nordice a Germaniei.

## Danemarca medievală
De la epoca vikingă până la sfârșitul secolului al XIII-lea, regatul Danemarcei a fost format din Iutlanda, la nord de râul Eider, și din insulele Zealand, Funen, Bonholm, Skåne, Halland și Blekinge. De la începutul secolului XIII, teritoriile dintre râul Eider și râul Kongeåen au fost desprinse din regat, formând ducatele vasale Schleswig și Holstein.
După sfârșitul secolului XI, Danemarca a parcurs o tranziție de la mai multe căpetenii regionale (jarls), cu o instituție monarhică lipsită de putere, la un ținut care se apropia de sistemul feudal european, cu un rege puternic și o nobilime influentă. Perioada aceasta a fost marcată de lupte interne și de o poziție geopolitică precară a ținutului, acesta ajungând în sfera de influența germană. A fost de asemenea perioada în care s-au construit primele edificii mari din piatră (în special biserici), în care religia creștină a căpătat o importanță considerabilă (au apărut și ordine monahale), și în care s-au scris primele opere cu caracter istoric, precum „Gesta Danorum” (Faptele danezilor). Influența politică și religioasă germană a luat sfârșit la finalul secolului al XII-lea, pe timpul domniei regelui Valdemar cel Mare, și a arhiepiscopului de Lund; s-au purtat atunci cu succes războaie împotriva Imperiului German.

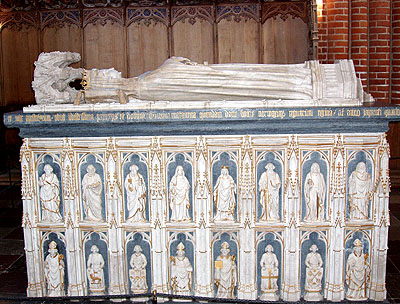
Mormântul Margaretei I, în Catedrala Roskilde

S-a ajuns la un apogeu pe durata domniei lui Valdemar al II-lea, care a pus bazele unui „Imperiu la Marea Baltică” danez, care în 1221 și-a extins controlul din Estonia la est până în Norvegia la nord. În acest timp, au fost stabilite mai multe coduri de legi „regionale”, printre care Codul Iutlandei din 1241, care includea anumite concepte moderne precum dreptul la proprietate, și că „regele nu poate domni fără și mai presus de lege”; „toți oamenii sunt egali în fața legii”. După moartea lui Valdemar al II-lea, în 1241, și până la urcarea la tron al lui Valdemar al IV-lea, în 1340, imperiul a intrat într-un declin general, datorat luptelor interne și supremației Ligii Hanseatice. Competiția dintre fiii lui Valdemar al II-lea a avut ca efect pe termen lung separarea sudului Iutlandei de imperiu, acele teritorii devenind ducate/comitate vasale, semi-independente.  
Pe timpul domniei lui Valdemar al IV-lea și a fiicei sale Margareta I, ținutul a fost reînvigorat, și, în urma Bătăliei de la Falköping, Margareta I a reușit să îl pună pe fiul surorii sale, Eric de Pomerania, rege al Danemarcei, Norvegiei și Suediei, prin Uniunea de la Kalmar din 1397. Mare parte din următorii 125 de ani de istorie a Scandinaviei sunt legați de această uniune, de mai multe ori Suedia încercând să se separe, dar fiind recucerită. Problema a fost rezolvată din motive pragmatice pe 17 iunie 1523, atunci când regele suedez Gustav Vasa a cucerit orașul Stockholm. Danemarca și Norvegia, însă, au rămas într-o uniune personală până la Congresul de la Viena din 1814.
Reforma protestantă a ajuns în Scandinavia în anii 1520. În duminica de Paște din 1525, Hans Tausen, un călugăr din ordinul Ospitalierilor Sfântului Ioan, a proclamat necesitatea reformelor lui Martin Luther în cadrul Bisericii Catolice. Predica lui a fost începutul unor lupte care au durat zece ani, și care aveau să schimbe definitiv Danemarca. Tausen a fost trimis la o mânăstire din Viborg, unde trebuia să rămână izolat și departe de Copenhaga și de curtea regală. Tausen pur și simplu a ținut predici vorbind pe fereastra camerei sale încuiate. La început, danezii de acolo erau curioși să audă noile idei ale lui Tausen. La numai câteva săptămâni după aceea, noii săi adepți l-au eliberat, și o mânăstire a unui abate franciscan a fost deschisă cu forța, pentru ca oamenii din Viborg să poată să audă cuvântul lui Dumnezeu sub un acoperiș. Ideile lui Luther au fost așa de rapid acceptate, încât episcopul local și alți clerici din Viborg nu au putut face față. În multe biserici, slujba catolică se ținea în paralel cu predicile luterane, și apoi versiunea lui Tausen a învățăturilor lui Luther s-a răspândit în alte părți ale Iutlandei. Un an mai târziu, Tausen a fost numit capelanul personal al regelui Frederic I al Suediei. Frederic a încercat să găsească un echilibru între ideile vechi și cele noi, insistând că ele sunt complementare; ideile lui Frederic, însă, au avut importanță numai pe durata vieții lui. 
O mulțime s-a năpustit asupra Bisericii Fecioarei Maria din Copenhaga, în 1531, demolând statui, distrugând altare și obiecte de artă, precum și relicve adunate de-a lungul anilor de către vechea biserică. Incidente similare au avut loc în toată țara, cu toate că schimbarea a fost de cele mai multe ori una pașnică. Majoritatea oamenilor de rând vedeau scăderea influenței și averilor Bisericii ca un lucru bun, dar influența lor proprie nu avea să dureze.  
La moartea lui Frederic I, doi pretendenți la tron, unul susținut de protestantul Lũbeck, și celălalt de nobili catolici, au provocat un război civil cunoscut drept „Vrajba contelui”. Masacrul împotriva armatei de țărani a lui Skipper Clement, la Aalborg, a însemnat sfârșitul războiului, cu victoria celor care susțineau cauza protestantă. Mânăstiri de călugări și maici, precum și alte proprietăți ale Bisericii Catolice au fost confiscate de nobilii locali și de rege. Călugări, călugărițe sau preoți și-au pierdut astfel mijloacele prin care își asigurau existența. Episcopii care au acceptat atunci să se căsătorească, și să nu cauzeze probleme reformei, au primit foste pământuri ale Bisericii ca și proprietăți personale. 
Influența catolică a durat cel mai mult în Viborg și în nordul Iutlandei, unde schimbările au progresat lent, cu toate că reforma protestantă daneză începuse tocmai acolo.

## Istoria modernă
Regele Christian al IV-lea a atacat Suedia în cadrul Războiului de la Kalmar (1611-1613), dar nu a reușit să își atingă obiectivul principal, acela de a obliga Suedia să revină în uniunea cu Danemarca. Acest război nu a dus la vreo schimbare de frontiere, dar Suedia a fost obligată să plătească Danemarcei o indemnizație de război în valoare de 1 milion de riksdaler de argint, această sumă fiind cunoscută ca răscumpărarea Älvsborg. Regele Christian a folosit acești bani pentru a fonda mai multe orașe și fortărețe, printre care Glückstadt (care trebuia să rivalizeze cu Hamburg), Christiania (după ce un incendiu a distrus vechiul oraș cu acest nume), Christianhavn, Christianstad, și Christiansand. Christian a construit de asemenea mai multe clădiri, inclusiv Børsen, Rundetårn, Nyboder, Rosenborg, o mină de argint și o moară de cupru. Inspirat de Dutch East India Company, a fondat o companie daneză similară, și și-a dorit să transforme Sri Lanka in colonie daneză. Cu toate acestea, compania nu a reușit decat să incorporeze Tranqueber, pe coasta Indiei. 
În cadrul războiului de treizeci de ani, Christian a încercat să devină liderul statelor luterane în Germania, dar a suferit o înfrângere clară la Bătălia de la Lutter, această înfrângere având drept consecință ocuparea și jefuirea Iutlandei de către o armată catolică, sub conducerea lui Albrecht von Wallenstein. Danemarca a reușit să evite să facă și concesii teritoriale, dar intervenția lui Gustav Adolf în Germania a fost văzută ca un semn că puterea militară a Suediei era în creștere, în timp ce influența daneză în regiune începea să apună. 
În 1643, trupe suedeze au invadat Iutlanda, iar în 1644 au invadat și Skåne. Prin Tratatul de la Brømsebro din 1645, Danemarca a renunțat la Halland, Gotland, la ce îi mai rămăsese din Estonia, și la mai multe provincii din Norvegia. In 1657, regele Frederick al III-lea a declarat război Suediei, si armata sa a început marșul spre Bremen-Verden. Aceasta a dus la o înfrângere importantă a danezilor, iar armatele lui Carol al X-lea al Suediei au cucerit Iutlanda, Funen, și mare parte din Zealand, înainte să se semneze Pacea de la Roskilde din februarie 1658. În urmarea acelei păci, Suedia a preluat controlul asupra Skåne, Blekinge, Trøndelag și insulei Bornholm. Carol al X-lea Gustav avea să regrete în curând că nu distrusese Danemarca în mod complet, iar în august 1658, a început un asediu asupra orașului Copenhaga, care a durat doi ani, dar a fost lipsit de succes. În urma noului tratat de pace, Danemarca a reușit să își mențină independența, și să recapete controlul asupra Trøndelag și Bornholm.
Danemarca a încercat să recapete controlul asupra Skåne în cadrul războiului scanian (1675-1679), dar nu și-a atins obiectivul. În urma Marelui Război al Nordului (1700-21), Danemarca a reușit să recapete controlul asupra unor părți din Schleswig și Holstein, guvernate de casa de Holstein-Gottorp, în 1721 și 1773, respectiv. 
Danemarca a cunoscut o înflorire în ultimele decenii ale secolului al XVIII-lea, mulțumită statutului său neutru, care i-a permis să facă schimburi comerciale cu ambele tabere implicate în războaiele timpului. Pe timpul războaielor napoleoniene, Danemarca a încercat inițial să urmeze politica de neutralitate, pentru a putea continua comerțul cu Franța și Regatul Unit, și pentru aceasta s-a alăturat Ligii Neutralității Înarmate, care includea Imperiul Rus, Suedia și Regatul Prusiei. Britanicii, cu toate acestea, au considerat acel act ca un act de ostilitate, și au atacat Copenhaga în 1801 și 1807, reușind la un moment dat să captureze flota daneză și să dea foc la mare parte din capitala daneză. Aceste evenimente au avut ca rezultat încheierea perioadei de înflorire pentru Danemarca, și începerea războiului naval danezo-britanic. Controlul britanic asupra drumurilor navale între Danemarca și Norvegia s-a dovedit a fi dezastruos pentru economia uniunii, iar în 1813, Danemarca-Norvegia a intrat în faliment. 

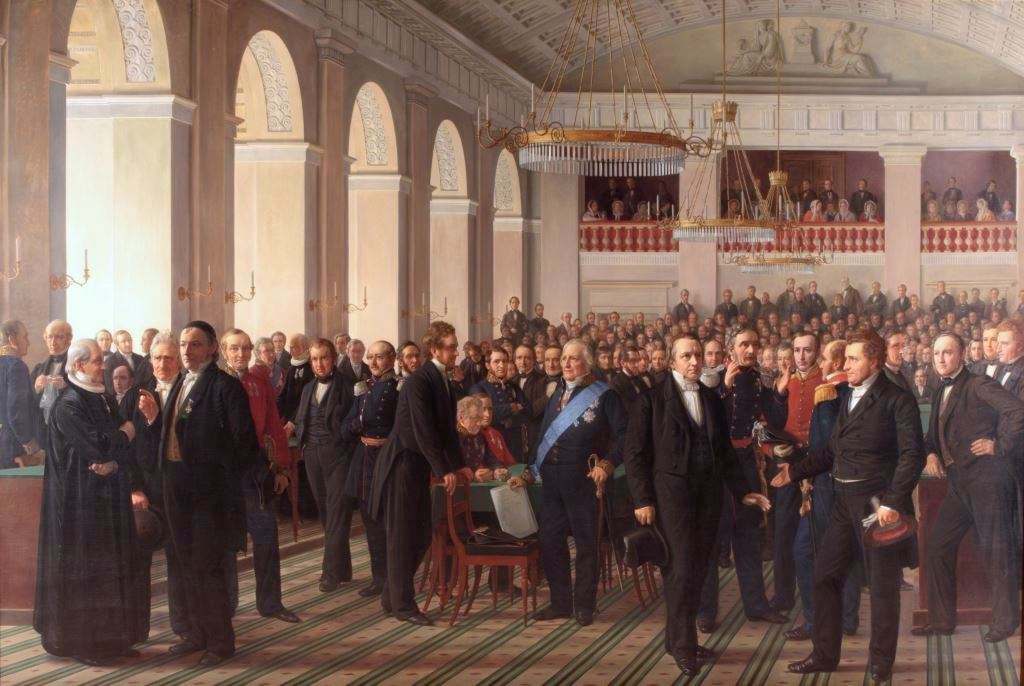
Adunarea care a redactat Constituția Danemarcei, 1860-1864

Congresul de la Viena a cerut destrămarea uniunii danezo-norvegiene, fapt confirmat de Tratatul de la Kiel din 1814. Danemarca-Norvegia sperase pentru scurt timp să refacă uniunea scandinavă în 1809, dar aceste speranțe au fost spulberate atunci când adunarea națională a Suediei a respins aducerea lui Frederic al IV-lea al Danemarcei în locul lui Gustav al IV-lea Adolf, preferând să ofere coroana lui Carol al XIII-lea. Norvegia a intrat într-o uniune cu Suedia, care a durat până în 1905. Danemarca și-a păstrat coloniile Islanda, Insulele Feroe și Groenlanda. În afară de coloniile nordice, Danemarca a avut teritorii în India (Tranquebar) între 1620 și 1869, pe coasta de aur daneză (Ghana) între 1658 și 1850, și în America (Insulele Virgine) între 1671 și 1917. 
Mișcarea liberală și națională daneză a luat amploare între 1830-1840, și, în urma revoluțiilor de la 1848, Danemarca a devenit, pe cale pașnică, o monarhie constituțională, pe 5 iunie 1849. În urma celui de-al doilea război din Schleswig, 1864, Danemarca a fost obligată să cedeze Schleswig și Holstein Prusiei, această înfrângere lăsând urme adânci asupra identității naționale daneze. În urma acestor evenimente, Danemarca s-a întors la politica ei tradițională de neutralitate, rămânând neutră și pe durata primului război mondial. 
În urma înfrângerii Germaniei, Danemarcei i s-a oferit de către puterile de la Versailles returnarea provinciilor Schleswig-Holstein. Temându-de de atitudinea revanșardă germană, Danemarca a refuzat Holstein și a insistat asupra organizării unui plebiscit în ceea ce privește returnarea provinciei Schleswig. În 1920, în urma plebiscitului, Schleswigul de nord a reintrat în componența Danemarcei.
În ciuda continuei neutralități, Danemarca a fost invadată de Germania (Operațiunea Weserübung), pe 9 aprilie, 1940. Deși i s-a acordat inițial autonomie (până în 1943 din cauza unei foarte active mișcări de rezistență), Danemarca a rămas ocupată militar de-a lungul întregului război. Danezii au avut o puternică simpatie pentru cauza aliată; 1900 de ofițeri de poliție danezi au fost arestați de către Gestapo și trimiși, sub pază, pentru a fi deținuți la Buchenwald. După război, Danemarca a devenit unul dintre membrii fondatori ai NATO și, în 1973, s-a alăturat Comunității Economice Europene (mai târziu, Uniunea Europeană).